# La Dorotea
La Dorotea, publicada en 1632, es una narración en prosa enteramente dialogada de Lope de Vega (1562-1635). El crítico José Manuel Blecua la valoró como «una de las grandes creaciones de la prosa española».
Lope denomina a esta obra "acción en prosa", y su modelo más evidente es el género celestinesco. El estilo es sencillo y natural, pero a veces se hace acopio, como en otras obras de Lope, en particular los prólogos, de una erudición de baratillo tomada de los repertorios enciclopédicos de la época, entre los cuales tenía particular afición al Dictionarium historicum, geographicum, poeticum de Carolus Stephanus (1596) y las inevitables Officina y Cornucopia de Jean Tixier, más conocido como Ravisio Textor.
La obra manifiesta la característica simbiosis entre biografía y ficción que caracteriza a casi toda la producción literaria de Lope: en ella se dan cita distintos episodios de la vida del autor, entre los que destacan, por un lado, sus polémicas con el gongorismo (casi todo un acto es una sátira del mismo), y, por otro, las referencias a sus relaciones sentimentales con dos mujeres:
- Elena Osorio, con la que mantuvo cinco años de relaciones durante su juventud;
- Marta de Nevares, una mujer casada de la que se enamoró hacia 1617 y con la que convivió tras morir su marido. Hacia 1627, se quedó ciega y, más tarde, perdió la razón. Lope publicaría La Dorotea pocos meses después de su muerte.

## Estructura y argumento
La obra se divide en cinco actos, cada uno de ellos divididos a su vez en varias escenas: el primero en ocho, el segundo en seis, el tercero en nueve, el cuarto en ocho y el quinto en doce.
La historia se centra en las relaciones de Dorotea con dos hombres: por un lado, Fernando, un poeta, y, por otro, don Bela, un indiano. En principio, Fernando y Dorotea mantienen una relación amorosa, pero el deseo de la madre de esta de un mejor partido para su hija, hace que busque a don Bela y que, con la ayuda de una especie de alcahueta, Gerarda, concierte una cita entre ambos. Fernando, ante esta situación, decide huir a Sevilla con unas joyas que consigue engañando a su antigua amante Marfisa; Dorotea intenta suicidarse ante el alejamiento de su amado, pero finalmente se reúne con don Bela. Fernando, que no puede olvidar a Dorotea, regresa a Madrid y se pelea con don Bela, a quien hiere. Fernando y Dorotea se juntan de nuevo, pero Fernando termina abandonándola por Marfisa. Don Bela muere, matado por otros caballeros de Madrid.
Finalmente, Dorotea, producto de la desdicha, se retira a un convento de monjas en el cual vive el resto de su vida.

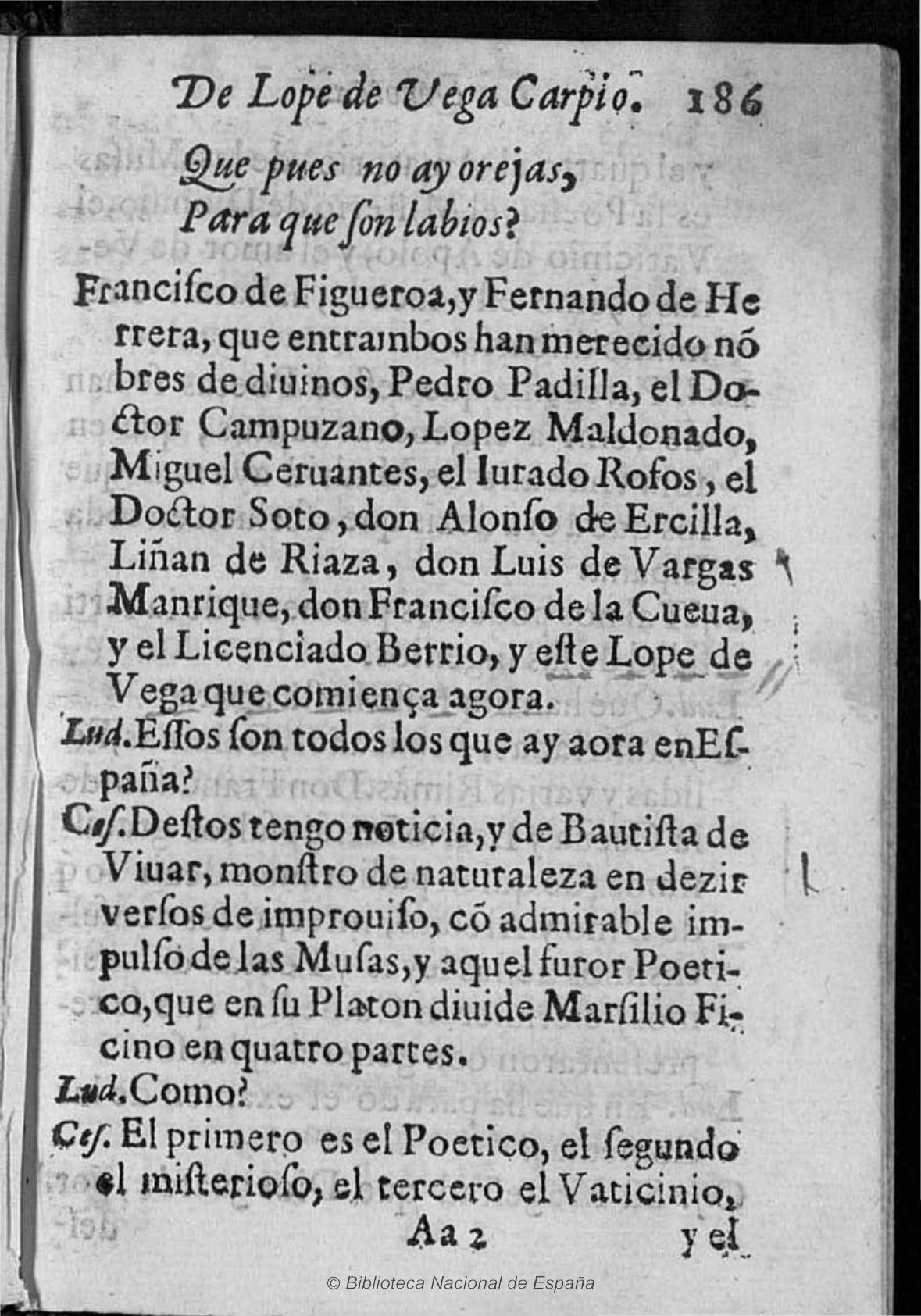
Pág. de un ejemplar conservado en la BNE.

## Personajes
- Gerarda: vieja entrometida, chusma.
- Fernando: el Galan. Joven poeta, pobre y disoluto. Encarna al autor.
- Don Bela: indiano. Encarna a Perrenot de Granvela, rival de Lope en el amor de Elena Osorio.
- Dorotea: dama, hija de Teodora. Ama a Fernando.
- Marfisa: dama. Ama a Fernando.
- Teodora: madre de Dorotea
- Laurencio: criado de Don Bela.
- Julio: ayo, tutor y amigo de Fernando.
- Celia: criada de Dorotea
- Felipa: hija de Gerarda.